# Élections municipales de 2008 à Besançon
Les élections municipales ont eu lieu les 9 et 16 mars 2008 à Besançon.

## Mode de scrutin
Le mode de scrutin à Besançon est celui des villes de plus de 1 000 habitants : la liste arrivée en tête obtient la moitié des 55 sièges du conseil municipal. Le reste est réparti à la proportionnelle entre toutes les listes ayant obtenu au moins 5 % des suffrages exprimés. Un deuxième tour est organisé si aucune liste n'atteint la majorité absolue et au moins 25 % des inscrits au premier tour. Seules les listes ayant obtenu aux moins 10 % des suffrages exprimés peuvent s'y présenter. Les listes ayant obtenu au moins 5 % des suffrages exprimés peuvent fusionner avec une liste présente au second tour.

## Résultats
- Maire sortant : Jean-Louis Fousseret (PS)
- 55 sièges à pourvoir (population légale 2006 : 117 080 habitants)

| Tête de liste                  | Tête de liste          | Liste          | Premier tour | Premier tour | Second tour | Second tour | Sièges |  |
| Tête de liste                  | Tête de liste          | Liste          | Voix         | %            | Voix        | %           | Sièges |  |
| ------------------------------ | ---------------------- | -------------- | ------------ | ------------ | ----------- | ----------- | ------ |  |
|                                | Jean-Louis Fousseret * | PS-PCF-Verts   | 20 696       | 56,76        |             |             | 45     |  |
| Besançon par passion           |                        |                | 20 696       | 56,76        |             |             | 45     |  |
|                                | Jean Rosselot          | UMP-MPF        | 9 402        | 25,79        |             |             | 8      |  |
| Besançon j'y crois             |                        |                | 9 402        | 25,79        |             |             | 8      |  |
|                                | Philippe Gonon         | MoDem          | 3 485        | 9,56         |             |             | 2      |  |
| Un élan pour Besançon          |                        |                | 3 485        | 9,56         |             |             | 2      |  |
|                                | François Portal        | LCR            | 1 786        | 4,90         |             |             |        |  |
| À Gauch'toutEs                 |                        |                | 1 786        | 4,90         |             |             |        |  |
|                                | Nicole Friess          | LO             | 740          | 2,03         |             |             |        |  |
| Lutte ouvrière                 |                        |                | 740          | 2,03         |             |             |        |  |
|                                | Adrien Leclerc         | EXG            | 351          | 0,96         |             |             |        |  |
| Ouvrière, Socialiste et Laïque |                        |                | 351          | 0,96         |             |             |        |  |
|                                |                        |                |              |              |             |             |        |  |
| Inscrits                       | Inscrits               | Inscrits       | 68 571       | 100,00       |             |             |        |  |
| Abstentions                    | Abstentions            | Abstentions    | 30 861       | 45,01        |             |             |        |  |
| Votants                        | Votants                | Votants        | 37 710       | 54,99        |             |             |        |  |
| Blancs et nuls                 | Blancs et nuls         | Blancs et nuls | 1 250        | 3,31         |             |             |        |  |
| Exprimés                       | Exprimés               | Exprimés       | 36 460       | 96,69        |             |             |        |  |
| * Liste du maire sortant       |                        |                |              |              |             |             |        |  |

## Élus
La majorité  dispose de 45 élus (20 du PS, 10 des Verts (dont 2 apparentés), 9 de la société civile, 3 du PC, 2 de la Gauche Alternative et Écologiste et 1 de l'Alternative Rouge et Verte).
L'opposition est composée de 10 élus (6 de l'UMP (dont 2 apparentés), 2 du Modem, 1 de la Gauche Moderne, 1 du RMP).